# Franz-Joseph Ahles

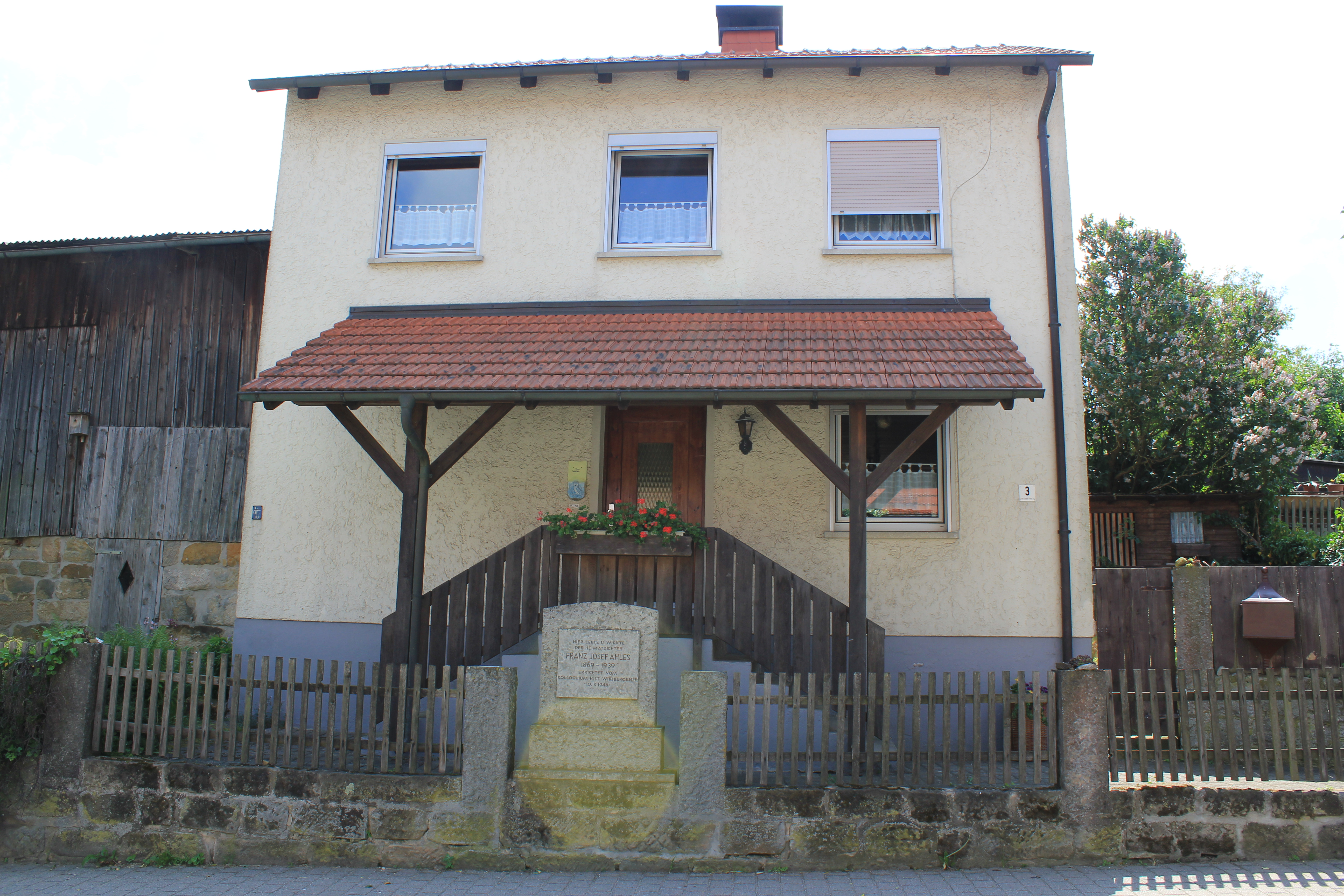
Wohnhaus von Franz-Joseph Ahles in Burkheim

Franz-Joseph Ahles (* 18. September 1869 in Würzburg; † 10. April 1939 in Burkheim) war ein deutscher Dichter.

## Leben
Er war der Sohn von Christoph Ahles und dessen Frau Kunigunde, geborene Schlegel. Sein Vater stammte aus Burkheim und diente als Feuerwerker im 2. Feldartillerie-Regiment. Seine Mutter stammte aus dem baden-württembergischen Gerchsheim. Ahles’ Kindheit und Jugend waren geprägt von zahlreichen Umzügen. Im Alter von drei Jahren zog er 1872 mit seinen Eltern und seinen Geschwistern nach Ebelsbach, 1879 erstmals nach Burkheim, 1880 nach Bamberg, 1880 erneut nach Ebelsbach und 1882 nach Neuschleichach. Dort wohnte er bis zu seinem Umzug nach Würzburg im Jahr 1885. Nach seiner Schulausbildung arbeitete er zunächst in einer Buchdruckerei in Würzburg. Dieses Gewerbe schädigte jedoch seine Gesundheit, indem er durch die Druckerschwärze an der damals als unheilbar geltenden Tuberkulose erkrankte. Mit 17 Jahren zog Ahles im November 1886 zusammen mit seinen Eltern und Geschwistern endgültig nach Burkheim. Über Burkheim sagte er einmal: „Dort, wo das Leben billiger, und die Luft reiner ist.“ Am 2. Juli 1889 wurde er für das Infanterie-Leib-Regiment der Bayerischen Armee gemustert und eingezogen.  Dort diente er bis zum 13. November desselben Jahres, als er wegen Krankheit wieder aus der Armee entlassen wurde.
1902 übernahm er das kleine Haus und den Besitz seiner Eltern. Während des Winters war er als Besenbinder tätig. Diese Tätigkeit inspirierte ihn zu den meisten seiner Gedichte. Er drückte dies einst so aus: „Es ist gar einsam, wenn man dasitzt und Besen bindet. Da geht mein Geist dann auf Reisen und wandert durch die Vergangenheit, durch die eigene und durch die der ganzen Menschheit.“ Schon seit frühester Jugend war Ahles an der Literatur interessiert und verfasste in seiner Hauptschaffensphase zwischen 1910 und 1930 hunderte von Gedichten für private und öffentliche Anlässe, Zeitungen und Zeitschriften. Dadurch wurde er in den umliegenden Dörfern und Gemeinden bekannt und bekam gelegentlich auch Auftragsarbeiten. Am 15. September 1912 gab Ahles im Eigenverlag die erste Auflage seines Buches Lieder des Sängers vom Kordigast mit dem Untertitel Poesien eines Besenbinders heraus, im Jahr darauf die zweite. 1918 heiratete er im Alter von 49 Jahren die Burkheimerin Anna Kohles.
Um 1910 begann der Lichtenfelser Bauunternehmer Hans Diroll den Burkheimer Dichter stark zu fördern. Im Gegenzug verfasste dieser bis in die 1930er Jahre zahlreiche Gelegenheitsgedichte für Lichtenfelser Institutionen und Personen. Zu diesen gehören unter anderem die Vierzeiler an den „Dirollshäusern“ in Lichtenfels.
1923 erschien die dritte Auflage des Gedichtbandes unter dem gleichen Namen. Da er nicht viel Geld mit seinen Büchern verdiente und keinen Verleger fand, musste er die Bücher selbst in Auftrag geben, sodass er für Herstellung eines fast dessen kompletten Erlös benötigte. Wegen seiner offenen Sympathie für die bayerische Volkspartei wurde er 1933 von den Nationalsozialisten in Schutzhaft genommen. Er trat nur noch sehr selten auf. Nach längerem Leiden starb er am 10. April 1939 um 12 Uhr in seinem Haus an einer doppelseitigen Lungenentzündung.
Eine vierte, 3000 Exemplare starke unveränderte Neuauflage seines Gedichtbandes wurde 1979 von der Kreissparkasse Lichtenfels herausgegeben. 1995 erschien eine geringfügig ergänzte 5. Auflage.

## Andenken

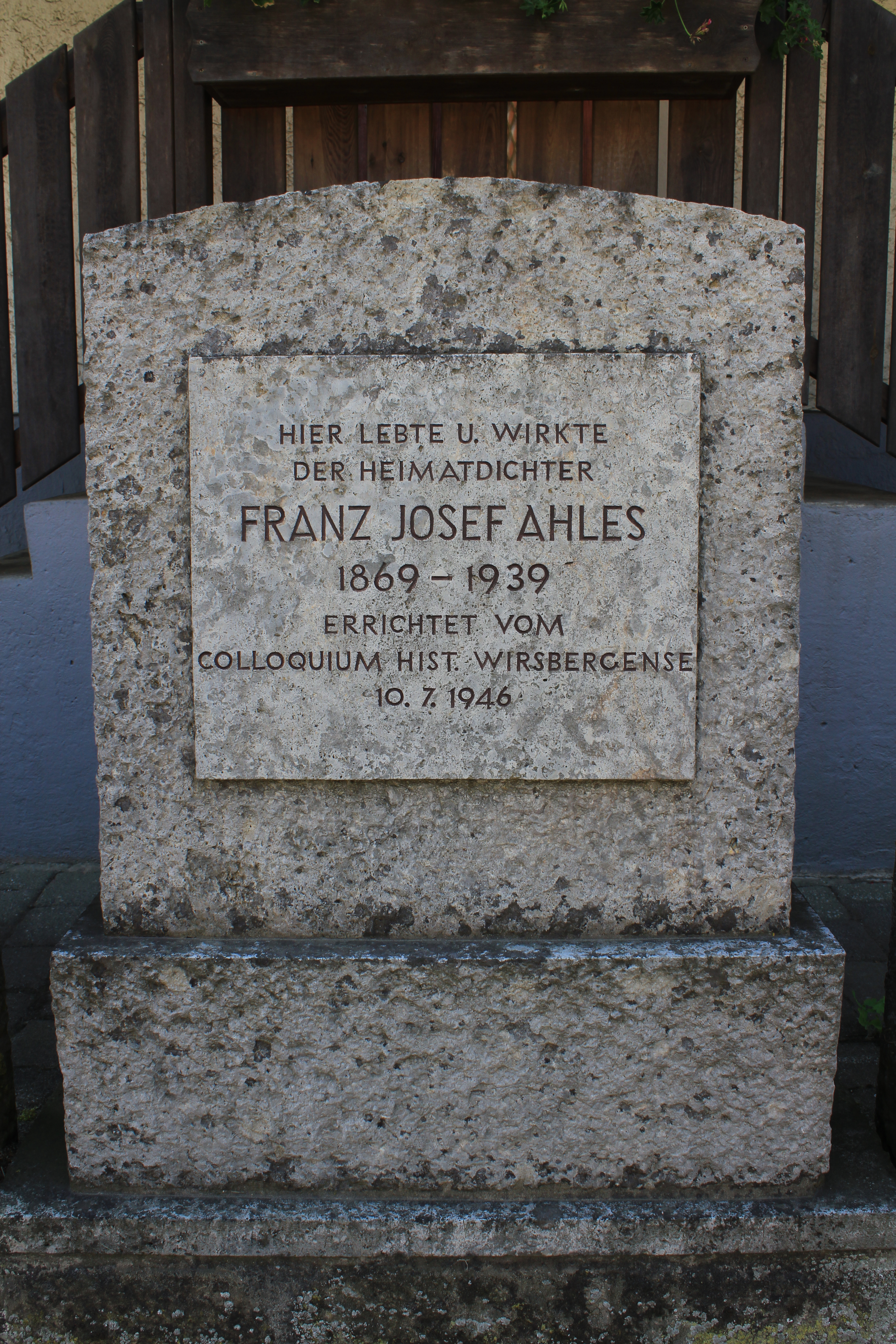
Gedenkstein des Colloquium Historicum Wirsbergense

Neben seinen Büchern gibt es noch einige andere Erinnerungen an Franz-Joseph Ahles. Das Colloquium Historicum Wirsbergense (CHW) ließ 1946 vor seinem einstigen Wohnhaus einen Gedenkstein anbringen, der von der Gemeinde Altenkunstadt 1989 neu gesetzt wurde. Außerdem wurden zwei Straßen nach ihm benannt, eine in der Gemeinde Altenkunstadt und die Ortsdurchfahrtsstraße in Burkheim. Sein Gedicht Ein Lied vom Kordigast (→ Kordigast) wurde vertont.

## Veröffentlichte Gedichte
Ahles bezeichnete seine meist streng metrisch-rhythmischen Gedichte stets als „Lieder“. In ihnen verarbeitete er Themen wie Naturandacht und Landschaftserleben, Religion und Weltweisheit, Alltägliches und Schicksalhaftes, menschliche Tugenden und Schwächen. In vielen sind zudem Ahles Heimat- und Vaterlandsliebe, seine tiefe Religiosität und die für ihn wichtigen menschlichen Wertvorstellungen erkennbar. Nach Friedrich Deml sind die Gedichte Ahles „als ein Zeugnis treuherziger und beharrlicher Gesinnung eines Menschen, der aus seiner Heimat gewachsen ist, wie ein Baum auf dem Kordigast“ zu deuten und zu verstehen.
| 1. Heimat - Heimatliebe - An die Heimat - Kordigastlied - Ein Lied vom Kordigast - Auf zum Kordigast - Mein Kordigast bleibt ewig schön - Mein Kordigast wie bist du schön - Mein Steinbrunntal - Die Dorflinde - An mein Ebelsbach - An mein Neuschleichach - Heimatsehnen 2. Geschichte und Sage - Das Vermächtnis der Deserteurs - Ewigkeit 3. Natur - Das Wunderbuch - Sonnerwachen - Waldfrieden - Im Lenze - Lenzlied - Frühlingstage - Im Herbst - Spätherbst - Zwei Rosen - Die Zeit der Rosen - Vögleins Klage - Der Gipfel der Kultur | 4. Menschenschicksal - Der größte Schatz - Jagd - Die Hetzjagd - Die glückliche Insel - Der Gang der Zeit - Der Erde Leid und Freud - Am Weg - Der Mensch ein Wanderer - Dunkle Wege - Das einsame Grab auf dem Kordigast - Die Ruine - Was die Berge sagen - Sterbende Blumen - Gedanken am Allerseelentag - Klage - Der glückliche Küchenjunge - Der Brautfahrt Ende - Die Braut des Todes - Die Todeswahl - Im Tod vereint - Das Licht am Fenster - Die letzte Fahrt - Sehnsucht - Denksprüche - Vom Nichts - Ewigkeit - An der Schwelle des Alters | 5. Von menschlichen Tugenden und Untugenden - Die Helden ohne Schwert und Schild - Die größte Kunst - Wahre Bildung - Freundschaft - Liebe - Recht - Sei für das Recht - Gerechtigkeit - Freiheit - Wo wohnt die Freiheit - Die Kunst der Bösen - Für Splitterrichter - Der größte Menschenfeind - Der größte Narr - Der Schatzgräber - Die Quelle der Bosheit - Beneide nicht - Hass - Vom Stolz - Oh kränke nie ein Menschenherz - Von guten und schlechten Witzen - Der bewaffnete Friede - Die Landflucht - Gedankenlosigkeit - Der gelehrige Schüler oder der Fluch der bösen Tat - Schonet die Jugend - Ein Lied vom Junggesellentum - Vom Wetterprophezeien - Das Notwendigste - An meine Freunde - Die teure Zeit | 6. Religion und Weltweisheit - An Gott - Das Weltall - Die Schönheit des Alls - Höhengedanken - Wunder der Stille - Liebe - Weihnacht - Zum neuen Jahre - Der Fasching - Nach dem Fasching - Fasching 1930 - Ostern - An Allerseelen - Zum Allerseelentag - Menschenherz - Leben - Ein Gedanke über den Gedanken - Lob der Musik - Ein seltenes Kraut 7. Gedichte heiteren Inhalts - Aus dem Lande der Vereine - Das Plauderstündchen - Der überlistete Teufel - Ein Schlauberger - Schicksalswege einer Heringsschachtel - Der Cholerakranke - Der Teufel und der Wucherer - Graf und Schuster |